# Kitagawa Utamaro
Kitagawa Utamaro (UK: /ˌuːtəˈmɑːroʊ/, tiếng Nhật: 喜多川 歌麿; k. 1753 – 31 tháng 10 năm 1806) là một nghệ sĩ Nhật Bản. Ông là một trong những hoạ sĩ được đánh giá cao nhất về tranh in và tranh khắc gỗ ukiyo-e, và được biết đến nhiều nhất với tác phẩm bijin ōkubi-e ("những phụ nữ xinh đẹp") sáng tác năm 1790. Ông cũng thực hiện các nghiên cứu tự nhiên, đặc biệt là những nghiên cứu về côn trùng.

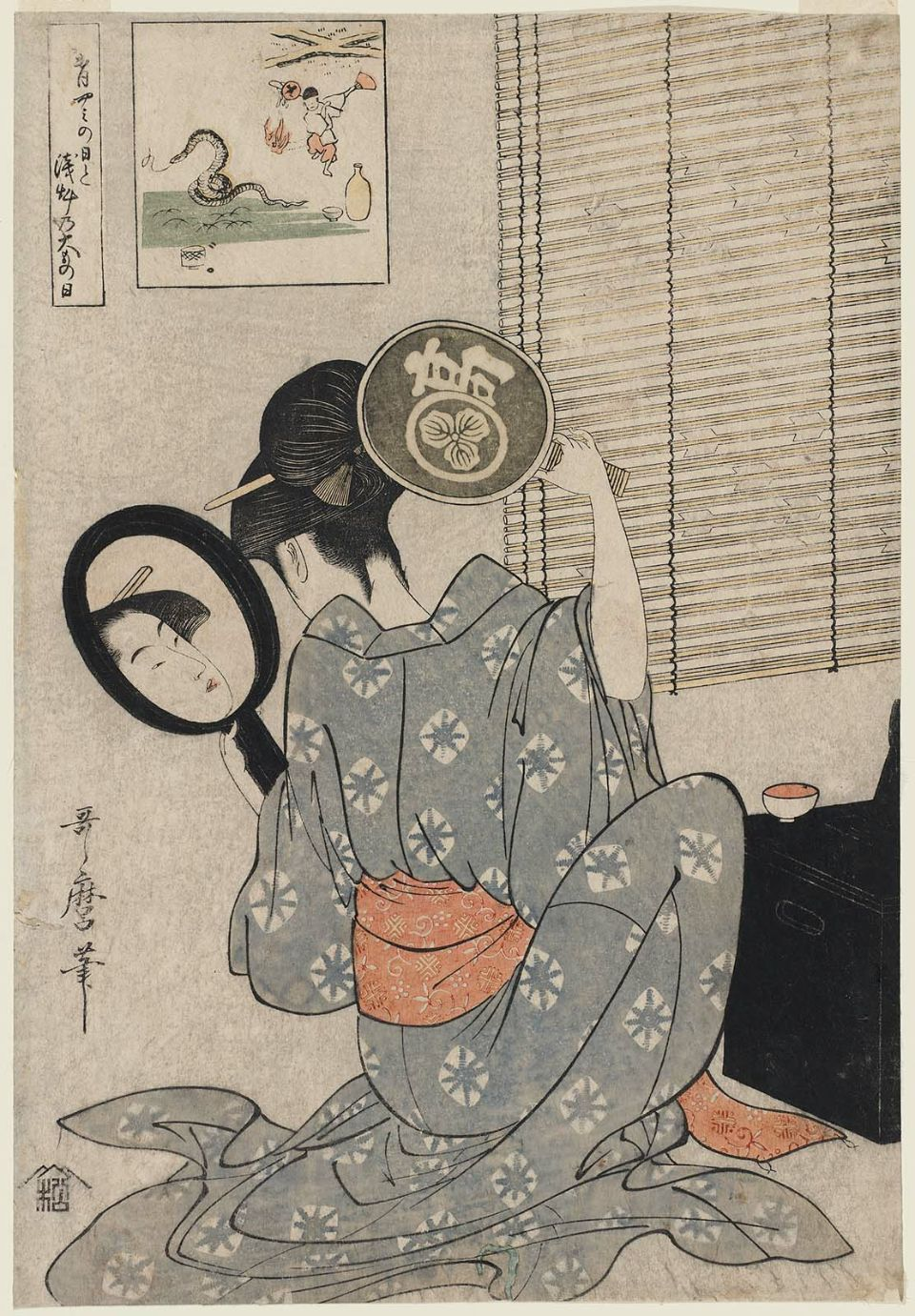
Takashima Ohisa sử dụng hai chiếc gương để quan sát đêm diễn của cô trong Lễ hội tiếp thị Asakusa

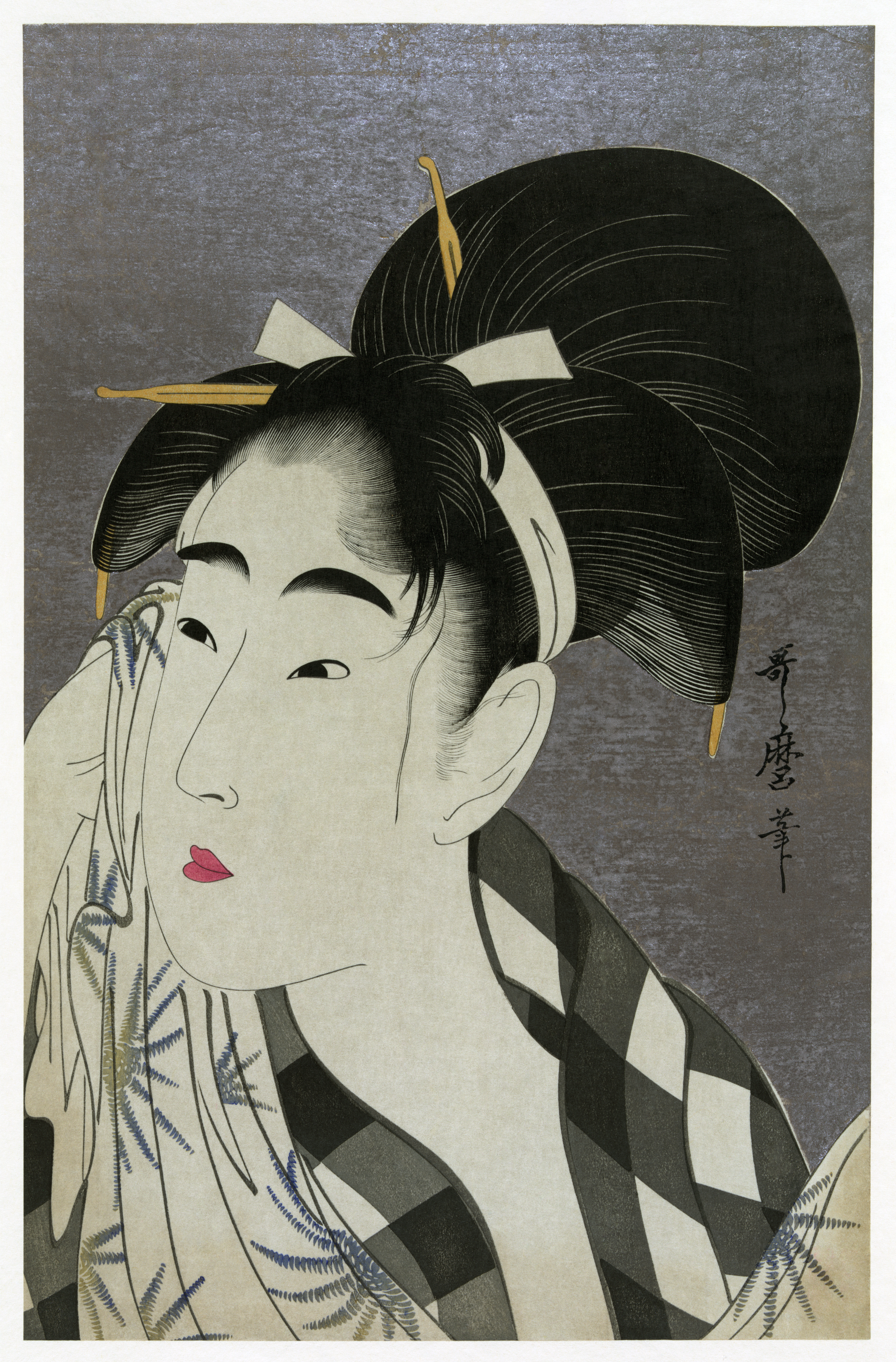
Ase o fuku onna (Người phụ nữ lau mồ hôi), bức tranh Ukiyo-e, 1798

Người ta biết rất ít về cuộc sống của Utamaro. Tác phẩm của ông bắt đầu xuất hiện vào những năm 1770, và ông đã trở nên nổi tiếng vào đầu những năm 1790 với những bức chân dung của người đẹp với những đặc điểm phóng đại, kéo dài. Ông đã xuất bản hơn 2000 bản in và là một trong số ít các nghệ sĩ ukiyo-e có danh tiếng trên khắp Nhật Bản. Năm 1804, ông bị bắt và tra tấn trong năm mươi ngày vì đã tạo ra các bản in bất hợp pháp mô tả nhà cai trị quân sự thế kỷ 16 Toyotomi Hideyoshi, và chết hai năm sau đó.
Các tác phẩm của Utamaro đến châu Âu vào giữa thế kỷ XIX, nơi nó trở nên nổi tiếng, được hoan nghênh đặc biệt ở Pháp.  Ông đã ảnh hưởng đến những người theo trường phái ấn tượng châu Âu - đặc biệt là những người bắt chước việc ông sử dụng các quan điểm một phần và nhấn mạnh vào ánh sáng và bóng râm. Khi đề cập đến "ảnh hưởng của Nhật Bản", những nghệ sĩ này thường đề cập đến tác phẩm của Utamaro.

## Học sinh

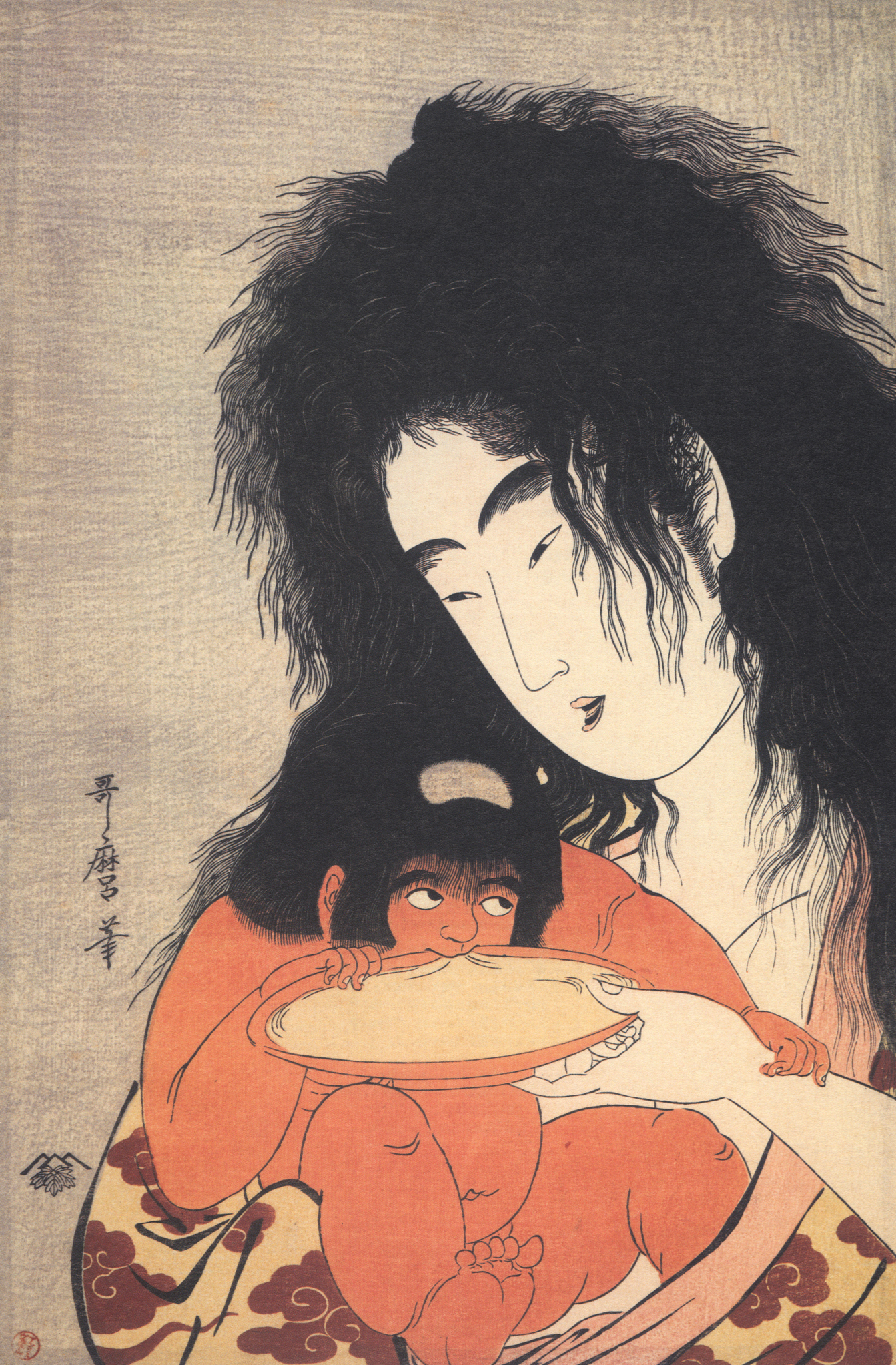
Bức tranh Ukiyo-e của yama-uba với hàm răng đen và Kintarō (Câu chuyện Yamanba và Kintaro Sakazuki)

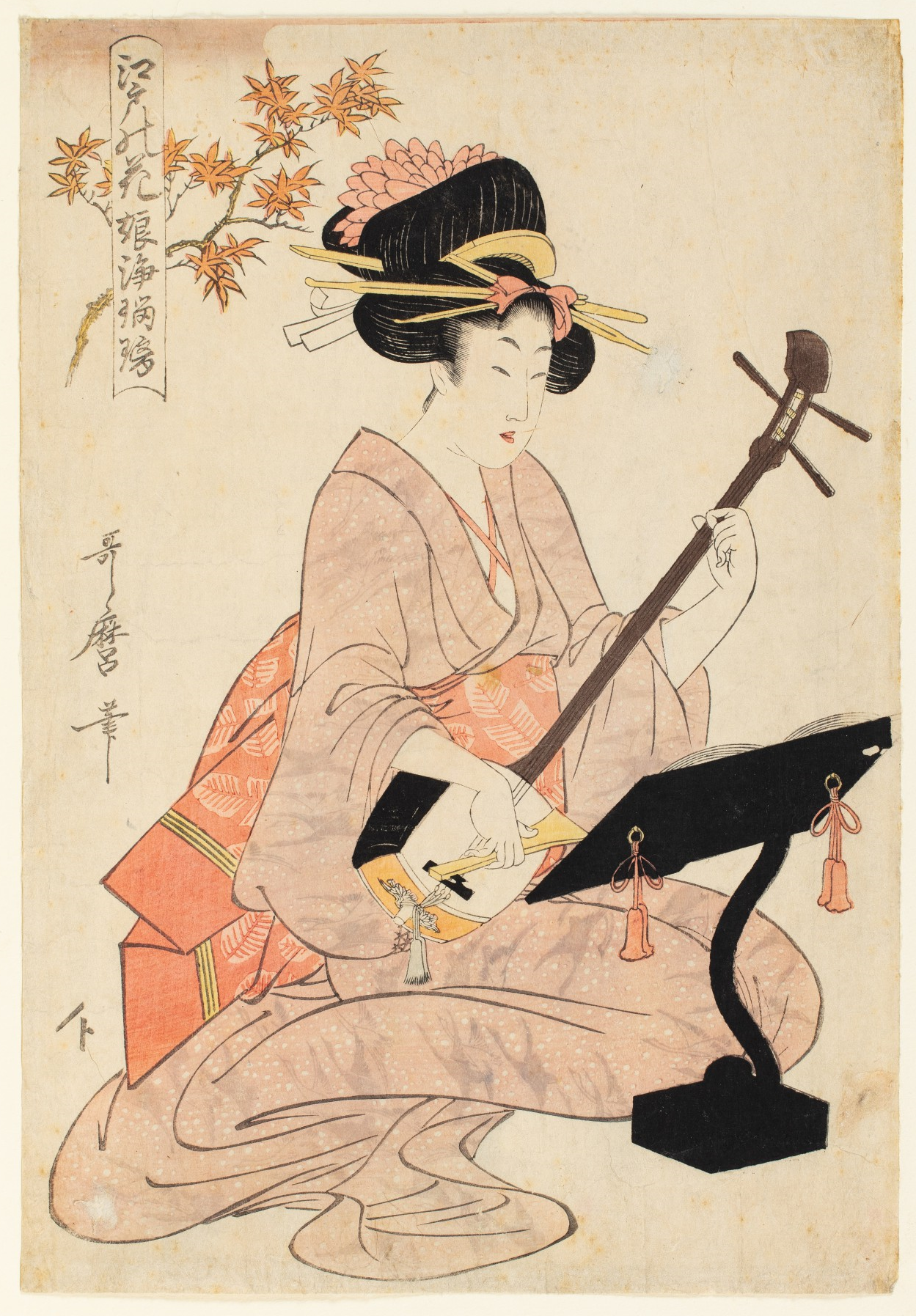
Hoa của Edo: Câu chuyện tự sự của người phụ nữ trẻ đến Shamisen k. 1803

Người ta biết rất ít về cuộc sống của Utamaro. Ông ấy được sinh ra với tên khai sinh là Kitagawa Ichitarō vào khoảng năm 1753. Khi trưởng thành, anh được biết đến với cái tên Yūsuke, và sau đó là Yūki. Utamaro có một số học sinh như Kikumaro (sau này là Tsukimaro), Hidemaro và Takemaro. Những nghệ sĩ này đã sản xuất các tác phẩm theo phong cách của bậc thầy, mặc dù không ai được coi là mang theo cái "chất" của Utamaro. Đôi khi anh cho phép họ ký tên của mình. Trong số các học sinh của mình, có Koikawa Shunchō đã kết hôn với vợ của Utamaro sau cái chết của ông và mang tên Utamaro II (Utamaro đệ nhị, là một nghệ sĩ ukiyo-e, một nhà viết kịch vào cuối thời kỳ Edo). Sau năm 1820, ông đã sản xuất tác phẩm của mình dưới cái tên Kitagawa Tetsugorō.

## Mô tả dáng người

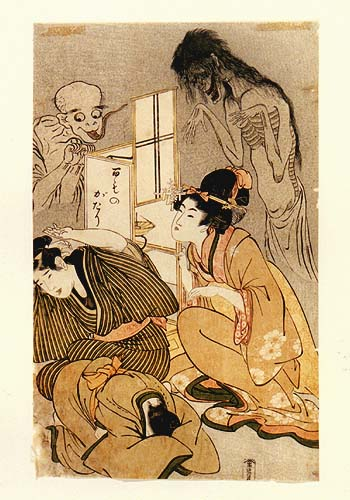
Một trăm câu chuyện về quỷ và linh hồn

Utamaro đã đặt hai người đẹp này lên trên một đường chéo cong khó quên. Hình ảnh được cắt ở bên phải, trong khi cả hai nhìn xuống góc bên trái. Như trong tranh mực truyền thống, nơi tiêu cực và tích cực được chơi với nhau, ở đây, họa sĩ đã đặt sự đối lập không chỉ với các hình thức chống lại mặt đất trống, mà còn cả những khuôn mặt trắng, không viền và đôi môi đỏ mọng trên nền vải rực rỡ của  áo choàng và tóc đen.
Việc mặc obi rộng vào cuối thời kỳ Edo đã thay đổi cách trang trí kosode. Khi các thiết kế quy mô lớn được sử dụng, bây giờ chúng được đặt trên hông và phần cuối của tay áo. Các mẫu tổng thể nhỏ không thể đảo ngược cũng trở nên phổ biến, chẳng hạn như thiết kế hoàn hảo của nước và tre trong bản in này. Các mẫu ikat trắng trên  nền tối, như được thấy ở đây, cũng rất phổ biến.  Một thiết kế "thường dân" sành điệu, nó được chuyển thể từ hoa văn mộc mạc nhưng thường được dệt bằng vải sang trọng, chẳng hạn như vải ramie rất mịn có thể là hàng xa xỉ.

### Lý doKitagawa Utamaroqua đời
Utamaro Kitagawa chết ngày 31 tháng 10 năm 1806, 2 năm sau khi bị bắt (do đại diện cho vị tướng quân thế kỷ 16, Toyotomi Hideyoshi một cách thiếu tôn trọng). Anh trở nên 53 tuổi.

## Những trang vẽ của Utamaro

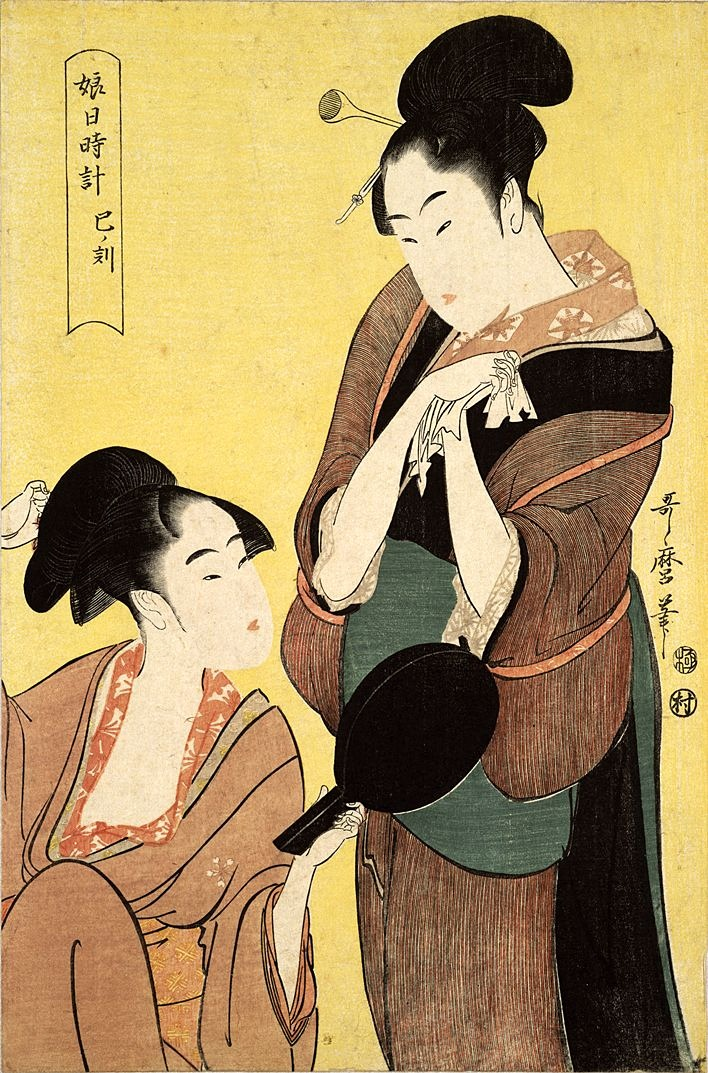
Phụ nữ chơi với gương, 1797
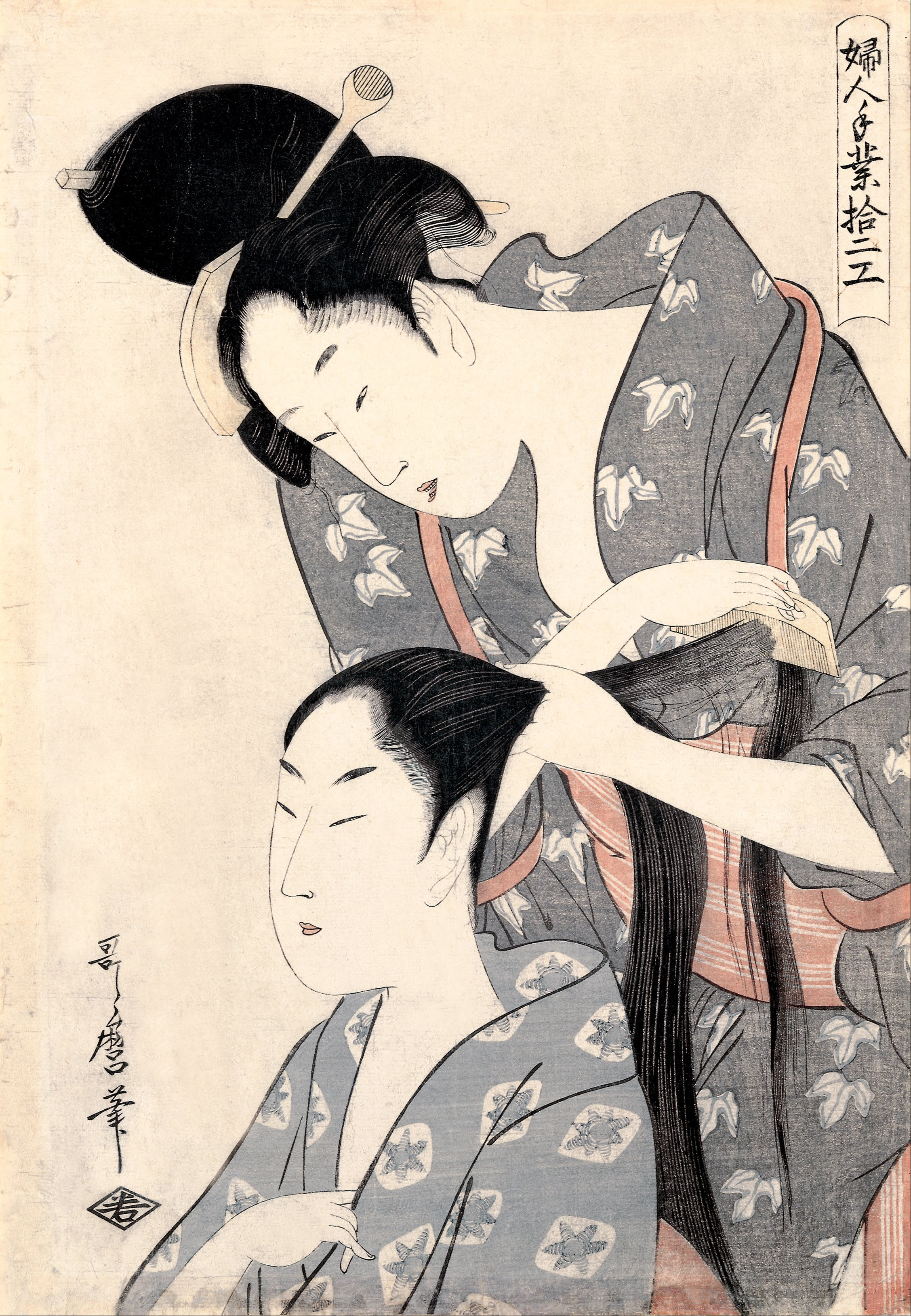
Thợ làm tóc trong loạt Mười hai loại thủ công mỹ nghệ của phụ nữ
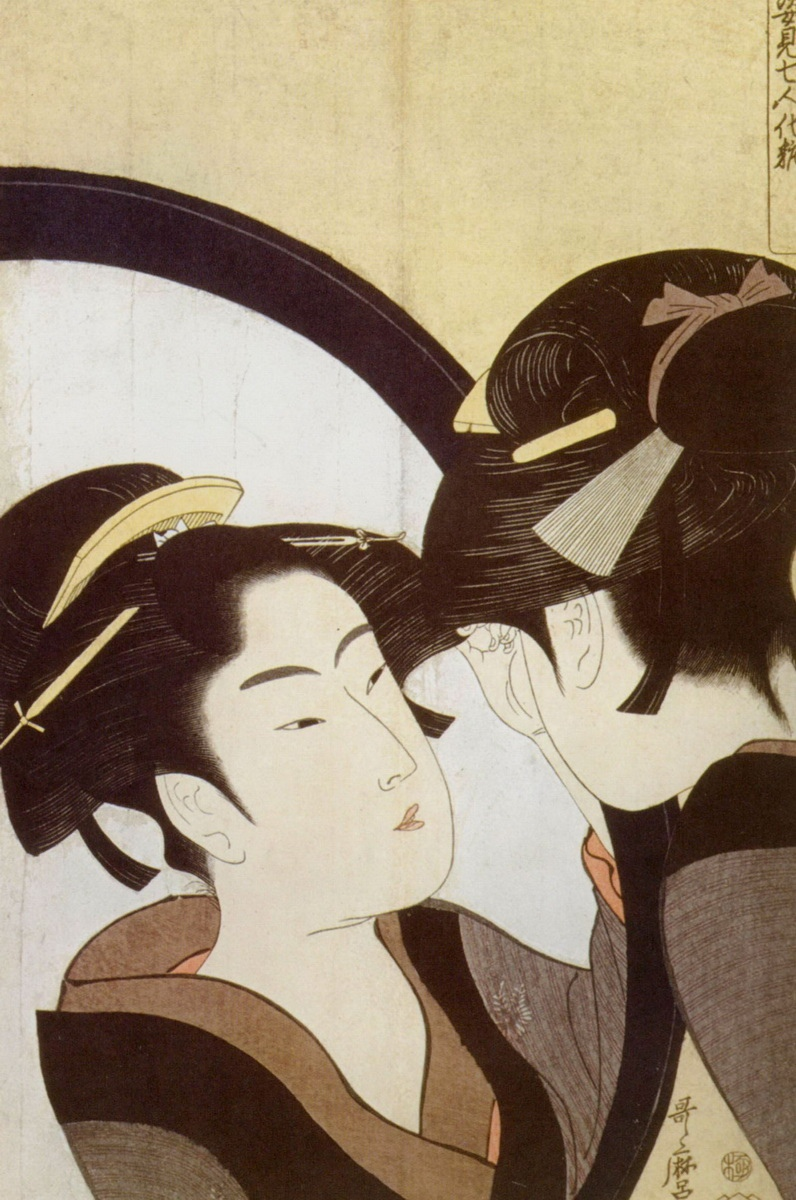
Sugatami Shichinin Keshō (Bảy phụ nữ trang điểm bằng gương)
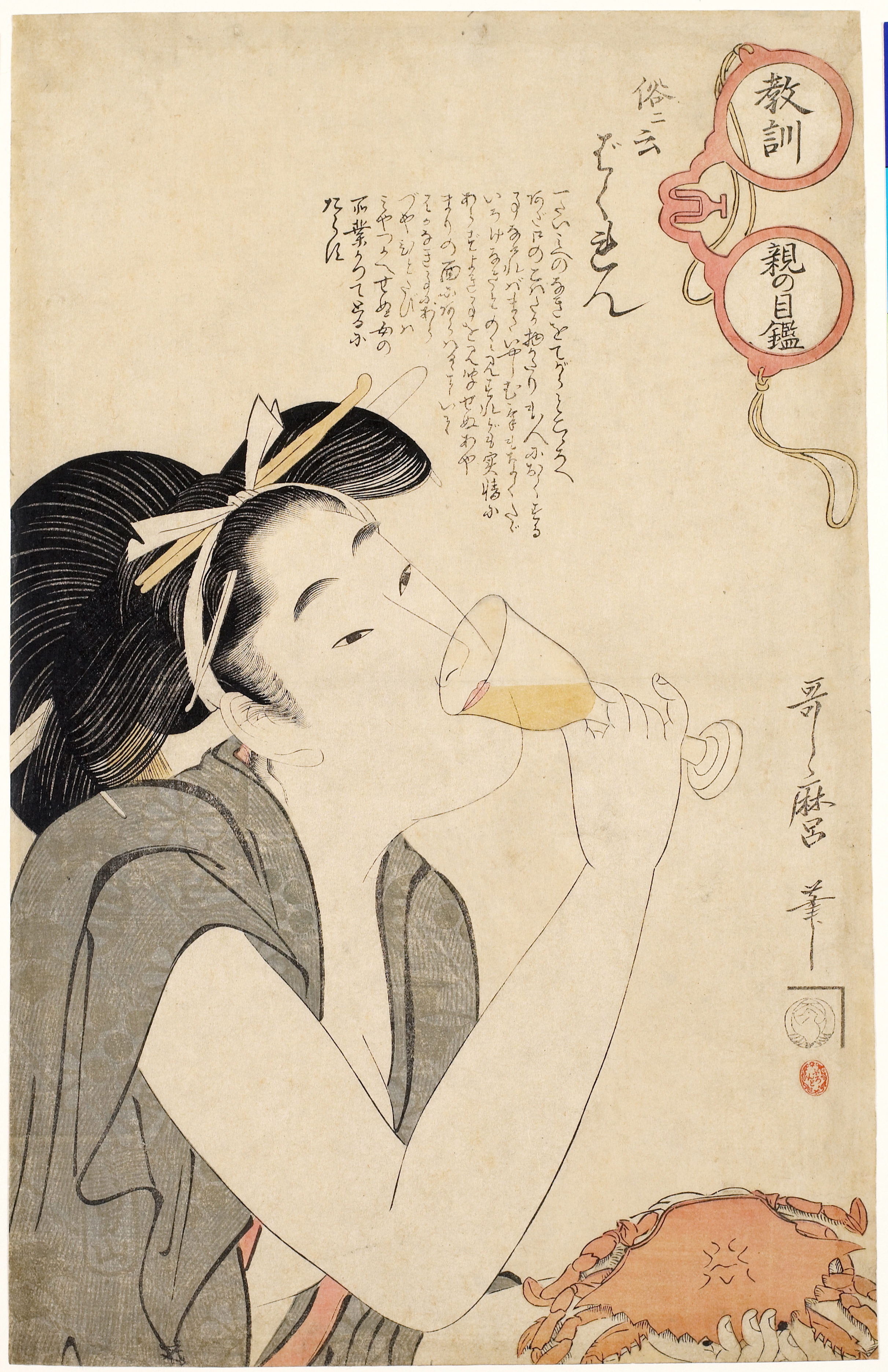
Người phụ nữ uống rượu
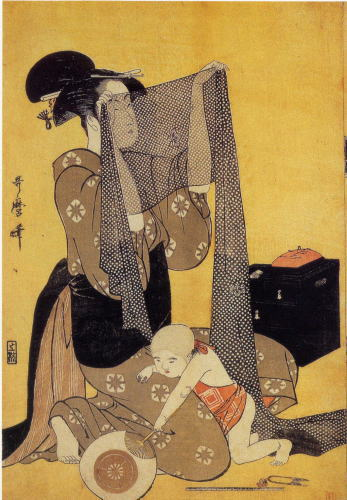
Hari-shigoto ("may vá"), k. 1794–95
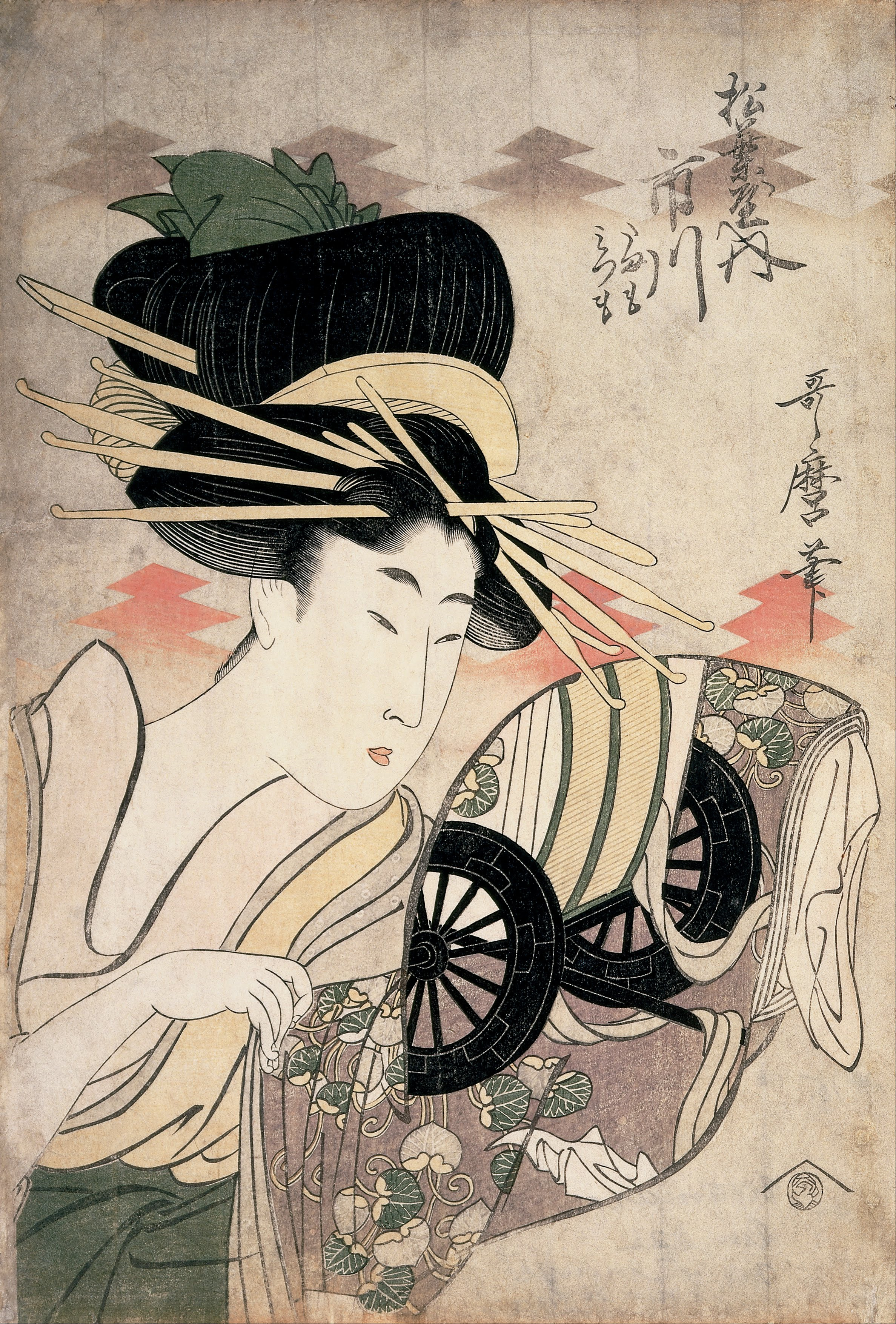
Tán tỉnh Ichikawa của cơ sở Matsuba từ loạt phim Người đẹp nổi tiếng của Edo
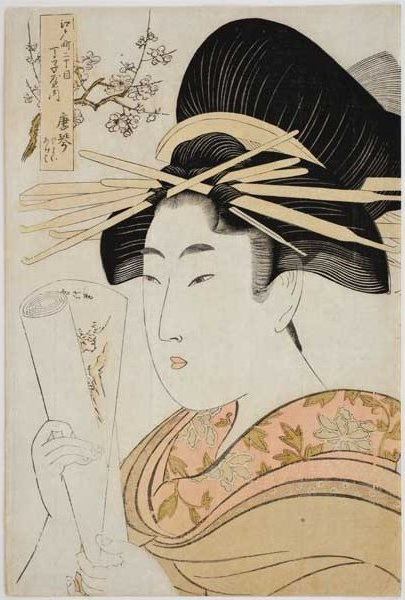
Karagoto của Nhà Chojiya trong Edo-cho Nichome từ loạt A So sánh Hoa tán tỉnh
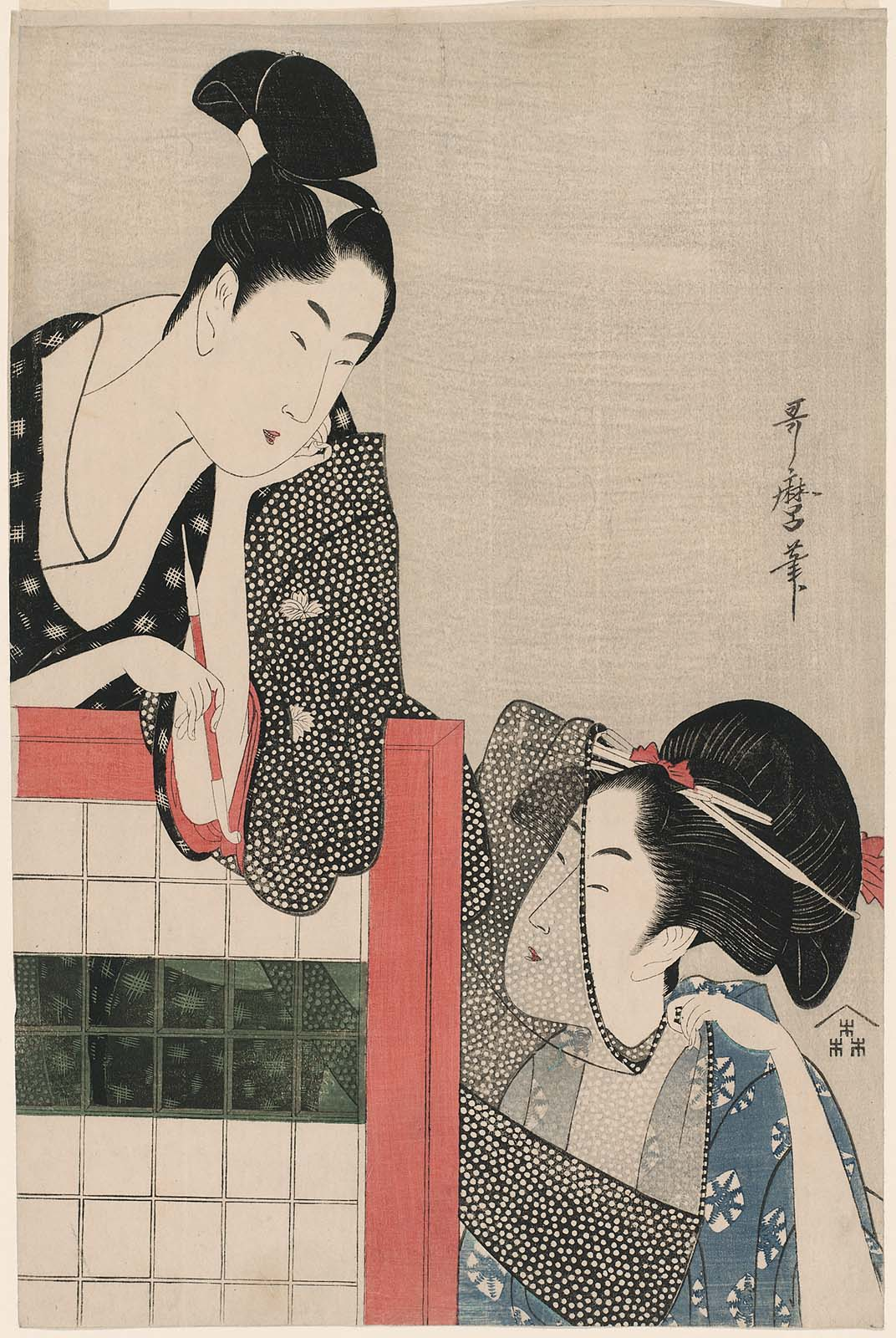
Tsuitate no Danjo (Đàn ông và phụ nữ bởi một màn hình phân vùng), k. 1797
Mẹ và con
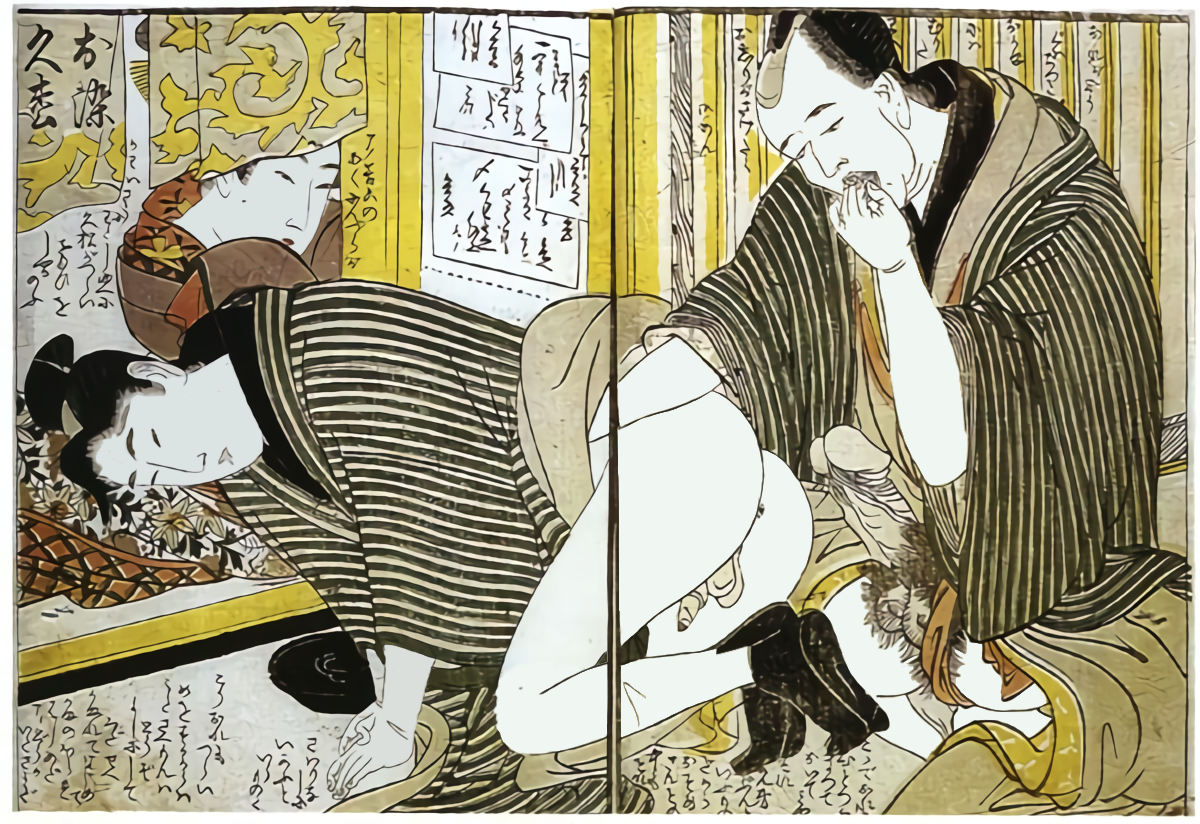
Người đàn ông bôi trơn một cô gái điếm trong khi một người nào đó ở phía sau lọt qua màn cửa và đồng hồ

### Xem chú thích thêm
1. ↑  Kitagawa Ichitarō (北川市太郎 Kitagawa Ichitarō?); lưu ý chính tả 北川 khác với chính tả 喜多川 Utamaro dùng làm nghệ sĩ.[4]
2. ↑  Yūsuke (勇助 Yūsuke?)[4]
3. ↑  Yūki (勇記 Yūki?)[4]